# Ulrich Radke
Ulrich Radke (* 11. März 1932 in Schweidnitz; † 31. Juli 2009 in Bramsche) war ein deutscher Theater- und Filmschauspieler.

## Leben
Im Fernsehen ist Radke in Filmen wie Ich will doch nur, daß ihr mich liebt und Bolwieser zu sehen. Hinzu kommen mehrere Auftritte in der Fernsehreihe Tatort und verschiedene Auftritte in Fernsehserien wie SOKO 5113, Solo für Sudmann und Medicopter 117 – Jedes Leben zählt.
Er war zudem Autor des Drehbuchs der Film-Groteske Baby Muck (1980).

## Filmografie (Auswahl)
- 1960: Die Irre von Chaillot
- 1966: Preis der Freiheit
- 1966: Zehn Prozent
- 1968: Wirb oder stirb
- 1969: Ende eines Leichtgewichts
- 1976: Ich will doch nur, daß ihr mich liebt
- 1976: Lieb Vaterland magst ruhig sein
- 1977: Bolwieser
- 1977: Tatort – Finderlohn
- 1980: Mein Gott, Willi!
- 1986–1987: Sender Frikadelle
- 1989: Zwei Schlitzohren in Antalya
- 1993: Brandnacht
- 1993: Anwalt Abel – Sprecht mir diesen Mörder frei
- 1993: Tatort – Himmel und Erde
- 1996: Tatort – Das Mädchen mit der Puppe
- 1997: SOKO 5113 – Der Keltendolch
- 1997: Solo für Sudmann – Konfettimord
- 1999: Medicopter 117 – Jedes Leben zählt – Das kalte Herz